# Barabinsk
Barabinsk (en russe : Барабинск) est une ville de l'oblast de Novossibirsk, en Russie, et le centre administratif du raïon Barabinski. Sa population s'élevait à 29 895 habitants en 2013.

## Géographie
Barabinsk est située dans une région de steppe, la steppe de Baraba, entre l'Ob et l'Irtych. Elle se trouve à 294 km à l'ouest de Novossibirsk et à 2 529 km à l'est de Moscou.

## Histoire
La fondation de Barabinsk en 1893 est liée à la construction du Transsibérien et de la gare de Barabinsk, mise en service en 1896.

## Population
Recensements (*) ou estimations de la population
| 1897* | 1926* | 1931   | 1939*  | 1959*  | 1970*  |
| ----- | ----- | ------ | ------ | ------ | ------ |
| 1 900 | 9 800 | 14 600 | 29 988 | 40 878 | 37 274 |

| 1979*  | 1989*  | 2002*  | 2010*  | 2012   | 2013   |
| ------ | ------ | ------ | ------ | ------ | ------ |
| 37 286 | 36 501 | 32 501 | 30 394 | 30 142 | 29 895 |

## Économie

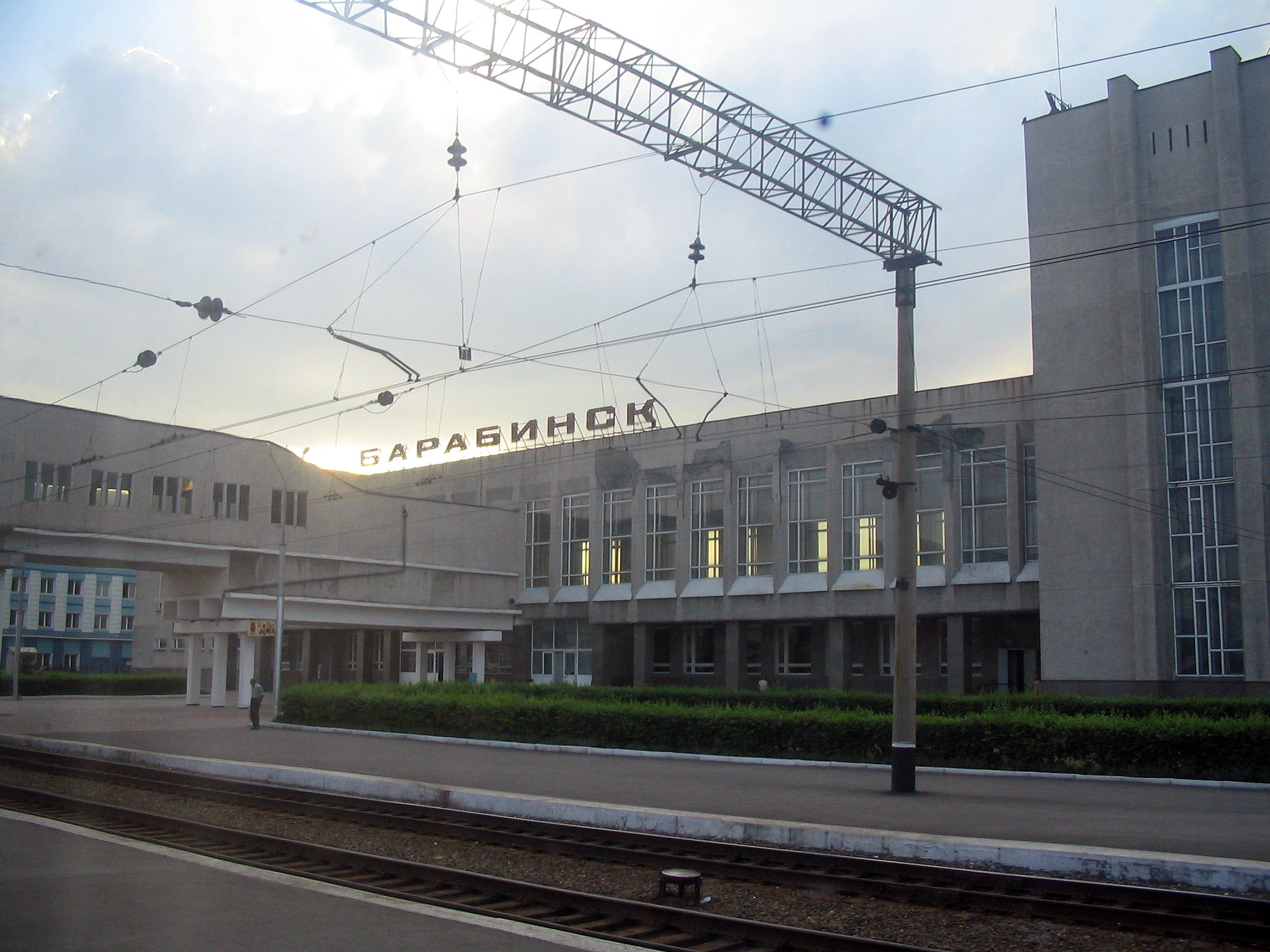
Vue de la gare ferroviaire de Barabinsk.

Les principaux secteurs d'activité sont les matériaux de construction, la métallurgie et l'industrie alimentaire.

## Transports
Barabinsk se trouve sur le chemin de fer Transsibérien, au kilomètre 3035 depuis Moscou.

## Personnalité
- Anatoli Martchenko (1938-1986), dissident soviétique.